# Spergula ramosa
Spergula ramosa är en nejlikväxtart. Spergula ramosa ingår i släktet spärglar, och familjen nejlikväxter.

## Underarter
Arten delas in i följande underarter:
- S. r. ramosa
- S. r. rossbachiae